# Jawa Dandy 125
Jawa Dandy 125 nebo Jawa 125 Travel (typ 810/0-5) je čtyřdobý motocykl vyvinutý v ČR a vyráběný mezi lety 1998 a 2015. Od roku 2000 přišel nový typ 112, poté typ 112-Sport (2003) a typ 112-Dakar (2005).
Byl původně vyráběn společností Moto Union Vodňany jako větší sourozenec Dandy 50. Po sloučení společnosti Moto Union s týneckou Jawa Moto spol. s r. o. se tento model vyráběl od roku 2000 v areálu týnecké Jawy.
Motocykl byl navržen jako stroj o obsahu 125 cm³ určený přednostně pro západní trhy jako levnější alternativa japonským a tamním strojům. Nejednalo se ovšem o nijak „oškubaný“ stroj. Kromě velmi málo rozšířené verze Dandy Rex 125, jež přebrala design a zadní bubnovou brzdu z modelu Dandy 50, byla „Dandyna“ strojem s na svou dobu moderní koncepcí, zajímavým designem za velmi solidní cenu. K tomu navíc složena z kvalitních součástek renomovaných výrobců tuzemské nebo západní provenience (přístrojový panel, blinkry Facomsa, světla, brzdové třmeny, litá kola – Itálie a jiné díly např. z Velké Británie, Francie, Německa atd.).

## Technická koncepce

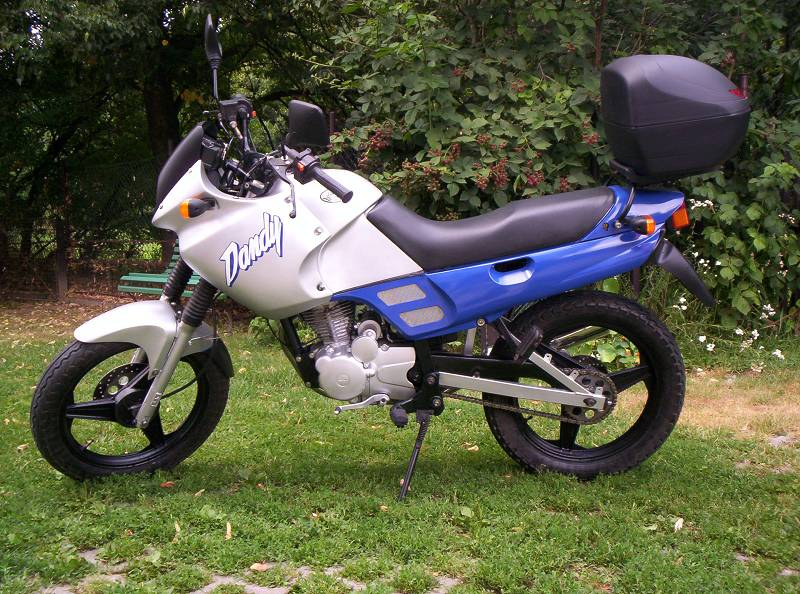
Jawa Dandy 125/112

Koncepcí částečně navazovala na úspěšnou Dandy 50, přičemž po ní zdědila snadnou ovladatelnost a mrštnost, ale také relativně krátký rozvor a tím pádem nižší cestovní komfort.
Nosným prvkem je páteřový rám trubkového a obdélníkového profilu ve spodní části tvořen motorem. Odpružení obstarává vpředu pár teleskopických vidlic ČZ o zdvihu 170 mm a průměru 32 mm. Vzadu pak centrální odpružení typu „cantilever“ o zdvihu 150 mm. 
Pohon obstarával do roku 2005 motor CDI tchajwanské provenience o výkonu 9,8 kW. Býval však také nahrazován čínským motorem Lifan o výkonu 9,5 kW. K nejviditelnější změně u 125 Dakar došlo například k výraznému zvýšení blatníků, u Jawy Sport k tomu i ke změně designu okolo předního světla.
Ačkoliv se jednalo o relativně moderní stroj, narážel na konkurenci levných čínských kopií.

## Technická data
| Typ motoru                | čtyřdobý vzduchem chlazený      |
| Počet válců               | 1                               |
| Vrtání × zdvih            | 56,5 × 49,5 mm                  |
| Zdvihový objem            | 124                             |
| Kompresní poměr           | 9:1                             |
| Maximální výkon           | 9,4 / 8200 kW/ot. × min-1       |
| Maximální kroutící moment | 9,2 / 7000 Nm/ot. × min-1       |
| Spuštění motoru           | elektrický startér – nožní páka |
| Převodovka                | 5 rychlostí                     |
| Rozvor                    | 1330 mm                         |
| Výška sedla               | 830 mm                          |
| Objem nádrže              | 6,5 l                           |
| Rezerva                   | 1,2 l                           |
| Kola                      | paprsková / litá                |
| Pneu přední/zadní         | 2,75 × 17 / 3 × 17              |
| Odpružení přední          | teleskopická vidlice 170mm      |
| Odpružení zadní           | centrální jednotka 150mm        |
| Brzda přední              | kotoučová hydraulická 220mm     |
| Brzda zadní               | kotoučová hydraulická 180mm     |
| Hmotnost bez náplní       | 103 kg                          |